# Rhythm and blues
A rhythm and blues, R&B, R’n’B egy könnyűzenei fogalom, ami nem egyértelmű műfajra utal, és ebben nincs is egyetértés a könnyűzenei szakírók között.
A kifejezést a Billboard zenei szaklap vezette be 1949. június 25-én. Noha az eredeti értelemben vett negyvenes-ötvenes évekbeli, a blues dallamvilágát gyorsabb tempóval vegyítő klasszikus (old school) rhythm and blues zene továbbra is él, a 2010-es évek kortárs R&B-nek nevezett zenéje már nyomokban sem emlékeztet az eredetire, a névazonosság ellenére más műfajnak tekinthető.

## Története
Korábban a lemezkiadók élesen elszeparálták a fehér és fekete közönségnek szánt kiadványokat. A fehérekét Hillbilly Musicnak, a feketékét Race Musicnak nevezték, ez utóbbit váltotta fel a Rhythm and Blues, ami az évek során rengeteg afro-amerikai előadóktól származó tánc- és popzenei műfajt jelentett. Az 1940-es évek második felében a blues új, a rock and rollt előrevetítő irányzatát nevezték R&B-nek. Ez megtartotta a blues dallamvilágát és akkordsémáit, viszont ritmusa gyorsabb lett, a hosszúra nyúlt hangszeres improvizációk helyett pedig egyre nagyobb szerepet kapott maga a dal, az ének.
Az 50-es évekből már többféle R&B-előadót ismerhetünk.
Az olyan nagyvárosokban, mint New York, Philadelphia és Chicago, a fő hangsúlyt az énekre és a zenei kivitelezésre fektették. Detroitban a híres Motown kiadó uralta a terepet, ahol az R&B, a soul és a gospel zenei elemeit populárisabb formában tálalták a nagyközönségnek. Memphisben a Stax kiadó volt a vezető. A déli államokban inkább a blues volt az erősebb. Nyers hangzás, pattogó ritmusok és sok trombita – ezek jellemezték az akkori R&B-muzsikusokat.
A 60-as években az R&B-n belüli soul műfaj legendás énekese, James Brown létrehozta zenekarával a funkot, amiből később a disco és a hiphop lett.
A 80-as évektől a lágyabb, popos hangzás vált uralkodóvá a műfajon belül.
A '80-as évek végétől és a 90-es évek elejétől él a „kortárs R&B” (angolul: Contemporary R&B), ami a soul, hiphop és dance stílusokat vegyíti. A kortárs R'n'B-zenére dobgépes alapok és melizmatikus (díszített, egy szótag kiéneklése alatt több hangot is használó) szólóéneklés a jellemző, valamint gyakoriak benne a rap-betétek.
Napjainkban a hiphop-alapok (-beatek) jellemzők a zenékre, és pár éve megjelent a dance-pop/house-elemekkel vegyített R'n'B.
Magát a Rhythm n Blues megnevezést egyaránt alkalmazhatják elektromos blues, soul, funk, disco, hiphop vagy popzene-műfajú zenékre is, lényegét tekintve tehát gyűjtőfogalom az afro-amerikai (főleg gospel) eredetű tánczenéknek.

## Főbb stílusok és előadók

### Rhythm & Blues
(1940-es–1950-es évek; a rock & roll előtt)
A korabeli jump blues stílus jelenti a rhythm n blues alapját. A zenére a kemény szvinges játékmód és a dallamos, gospel-alapú ének jellemző.
| - Johnny Ace - LaVern Baker - Jesse Belvin - Tiny Bradshaw - Charles Brown - Roy Brown - Ruth Brown - Ray Charles - Arthur Crudup - Larry Darnell - Cecil Gant | - Rosco Gordon - Wynonie Harris - Clarence "Frogman" Henry - Joe Hunter - Etta James - Little Willie John - Louis Jordan - Ernie K-Doe - Smiley Lewis - Joe Liggins | - Jimmy Liggins - Professor Longhair - Willie Mabon - Big Maybelle - Percy Mayfield - Stick McGhee - Amos Milburn - Roy Milton - Merrill Moore - Ella Mae Morse - Junior Parker | - Lloyd Price - Piano Red - Shirley and Lee - Guitar Slim - Huey "Piano" Smith - Jesse Stone - The Treniers - Big Joe Turner - Chuck Willis - Billy Wright |

### "Fekete" rock & roll (1950-es évek vége)
A rock & roll zene valójában egyenes ritmusban játszott blues, ezért a fekete zenészek is kivették részüket a műfajból.
| - Hank Ballard - Chuck Berry - Richard Berry - Otis Blackwell - Gary U.S. Bond | - Jackie Brenston - Chubby Checker - Bobby Day - Bo Diddley - Fats Domino | - Esquerita - Bobby Freeman - Screamin' Jay Hawkins - Wilbert Harrison - Johnny Otis | - Little Richard - Jimmy Soul - Ike Turner - Larry Williams |

### Doo-wop (1950-es évek)
Az ötvenes évek jellemző műfaja a vokális "barbershop music", a korszak popzenéjét pedig a négy szólamra hangszerelt vokál-együttesek határozták meg.
| - The Cadillacs - The Charms - The Cleftones - The Coasters - The Clovers | - The Dells - The Dell-Vikings - The Dominoes - The El Dorados - The Five Keys | - The Flamingos - The Ink Spots - Frankie Lymon - The Marcels - The Orioles | - The Platters - The Penguins - The Ravens - The Robins - The Spaniels |

### Lánybandák (1960-as évek eleje)
A soul korai éveiben jelentek meg a fekete lánybandák, akik gospel-kórusszerűen énekeltek.
| - The Chantels - The Chiffons - Claudine Clark - The Cookies - The Crystals - The Dixie Cups | - Shirley Ellis - The Exciters - Little Eva - Betty Everett - The Jelly Beans - Darlene Love | - The Orlons - The Ronettes - The Toys - Dee Dee Sharp - The Shirelles - Bob B. Soxx and The Blue Jeans - Ike & Tina Turner vagy Ikettes |

### Soul (1960-as–1970-es évek)
A soul még közelebb viszi az R&B-t a gospel-hez a speciálisan díszített, érzéki énektechnikával, kórusokkal, hangszerelésekkel.
| - Solomon Burke - Jerry Butler - Sam Cooke - Lee Dorsey - Roberta Flack - Aretha Franklin | - Al Green - Donny Hathaway - Willie Hutch - The Impressions - The Isley Brothers - Ben E. King - Patti Labelle | - Curtis Mayfield - Ann Peebles - Esther Phillips - Percy Sledge - Candi Staton - Joe Tex - Wilson Pickett | - Irma Thomas - Dionne Warwick - Deniece Williams - Bill Withers - Bobby Womack |

#### Stax (1960-as évek, az 1970-es évek eleje)
A hatvanas években Memphis legfontosabb soul-kiadója a Stax Records volt.
| - The Mar-Keys - Booker T. & the M.G.’s - The Bar-Kays | - King Curtis - Eddie Floyd - Isaac Hayes | - Otis Redding - Sam & Dave - Rufus Thomas | - Carla Thomas - Jackie Wilson |

#### Motown (1960-as–1970-es évek)
A detroiti soul nagy része a Tamla/Motown Records slágergyárában, a Hits Ville-en készült. Jellegzetes hangzásukért házi zenekaruk, a Funk Brothers felelt.
| - The Four Tops - The Funk Brothers - Marvin Gaye - Berry Gordy Jr. - Gladys Knight & The Pips | - The Jackson Five - Martha and the Vandellas - The Miracles - Smokey Robinson - Diana Ross | - Edwin Starr - Barett Strong - The Supremes - The Temptations - Tammi Terrell | - Kim Weston - Stevie Wonder |

#### APhilly Sound(1970-es évek)
Philadelphiában a soulra már kifejtette hatását az ekkoriban születő funk.
| - Thom Bell - Gamble & Huff - McFadden & Whitehead | - M.F.S.B. - Harold Melvin & The Blue Notes - The O’Jays | - Billy Paul - Teddy Pendergrass - The Stylistics - The Three Degrees |

### Funk (1960-as évek vége, 1970-es–1980-as évek)
A funk a soul egy végletekig lecsupaszított, perkusszív-stílusú, gyakran pszichedelikus változata, ami James Brown nevéhez fűződik.
| - James Brown - Maceo Parker - The JB’s - George Clinton - Parliament - Funkadelic - Sly & The Family Stone - War - The Neville Brothers | - Gil Scott-Heron - Roy Ayers - Rufus - Cymande - The Commodores - Prince - The Time - Earth, Wind & Fire - Kool & the Gang | - Rick James - Shalamar - Change - Midnight Star - Delegation - Cameo együttes - Ohio Players - Brother Johnson - The Meters | - The Whispers - Indeep - Jocelyn Brown - Fat Larry’s Band - D Train - Patrice Rushen - Oliver Cheatham - Zapp - Maze |

### Disco (1976–1980)
A funkból kialakul disco leginkább az afro-amerikai és meleg közösségek klubéletével kapcsolódik össze. A műfajtól kezdetben nem álltak távol a szimfonikus, nagyzenekari hangszerelések, majd a hetvenes évek végétől ezt jobbára felváltotta a szintetizátor.
| - Chic - Sister Sledge - Donna Summer - George Benson - Carl Douglas - Gloria Gaynor - Whitney Houston |

### Urban contemporary gospel (1980-as évek)
Az afro-amerikai vallásos gospel kortárs, gyakran hiphop és pop-orientált változata.
| - Tramaine Hawkins - John P. Kee - Vickie Winans - Donnie McClurkin - Yolanda Adams - Kirk Franklin |

### New Jack Swing (1980-as évek vége – 1990-es évek eleje)
A New York-i fekete klubélet popzenéje a kilencvenes években. A New Jack Swing a smooth jazzt vegyíti az elektronikus zenével és a hiphoppal.
| - Aaron Hall - After 7 - Al B. Sure! - Alexander O’Neal - Another Bad Creation - Babyface - Bell Biv DeVoe - BlackGirl - Blackstreet - Bobby Brown - Boyz II Men | - Brownmark - Brownstone - Cherelle - Hi Five - Intro - Pink - II D Extreme - James Ingram - Janet Jackson - Jodeci | - Kid 'n Play - Kut Klose - LeVert - Lisa Stansfield - Lo-Key? - Loose Ends - Mariah Carey - Mary J. Blige | - Meli'sa Morgan - Men at Large - Michael Jackson - Michel'le - Mint Condition - Mokenstef - Monie Love - Nayobe - New Edition - New Kids on the Block |

### Contemporary R&B (az 1990-es évek közepétől napjainkig)
A kortárs R&B a hiphoppal vegyített soul. Ezt már kizárólag elektronikusan készítik.
| - Brandy, - T-Pain, - Mýa, - Chris Brown, - Omarion, - R. Kelly, - Usher, - Ne-Yo, | - Sean Kingston, - Aaliyah, - Ciara, - Ashanti, - Beyoncé Knowles, - Rihanna, - Justin Timberlake - Frank Ocean |

### Neo Soul (az 1990-es évek közepétől napjainkig)
A neo soul a kortárs R&B-től eltérően tradicionálisabb hangzásokra törekszik, továbbá jazz-hatásokkal is bír.
| - D'Angelo - Erykah Badu - Bilal - Dwele - Lauryn Hill | - India.Arie - Alicia Keys - Keyshia Cole - John Legend | - Maxwell - Musiq (Soulchild) - Omar - Raphael Saadiq - Jill Scott | - Angie Stone - Bobby Valentino - Joss Stone |

## Külső hivatkozások
- RnB.lap.hu – linkgyűjtemény
- Luxfunk Radio – RnB, Rap, Funky, Soul – minden, ami fekete...[halott link]